# Криворучкіна Олена Володимирівна
Олена Володимирівна Криворучкіна (нар. 18 жовтня 1971, Кривий Ріг) — український еколог, економіст, політик. Народний депутат України IX скликання. Заступниця голови комітету з питань екологічної політики у Верховній Раді України IX скликання (з 29 серпня 2019 року).
Кандидат економічних наук за спеціальністю «Економічна геологія», доцент кафедри економіки та підприємництва КЕІ КНЕУ імені Вадима Гетьмана.

## Життєпис
Олена Криворучкіна народилася 18 жовтня 1971 року в місті Кривий Ріг.
Криворучкіна закінчила Криворізький державний педагогічний університет за спеціальністю «Біологія» з додатковою спеціальністю «Хімія» та Криворізький економічний інститут КНЕУ імені Вадима Гетьмана за спеціальністю «Економіка підприємства».
У 1996 році Олена Криворучкіна почала працювати асистентом у Криворізькому економічному інституті та пройшла шлях до доцента КЕІ КНЕУ імені Вадима Гетьмана. З початку кар'єри вивчала екологічні проблеми Кривого Рогу, за результатами цих досліджень у 2004 році захистила кандидатську дисертацію. Обґрунтувала практичні механізми оздоровлення регіону з критичним станом навколишнього середовища. Автор більш ніж 70 наукових праць, серед яких наукові статті, монографії, підручники.
У 2019 році Криворучкіна була обрана народним депутатом України на одномандатному виборчому окрузі № 32 на Дніпропетровщині (Довгинцівський район, частина Саксаганського району міста Кривий Ріг) від партії «Слуга народу». На час виборів: доцент кафедри економіки та підприємництва ДВНЗ «Київський національний економічний університет імені Вадима Гетьмана», член партії «Слуга народу». Проживає в Києві.
12 грудня 2019 року увійшла до складу Міжфракційного об'єднання «Гуманна країна», створеного за ініціативи UAnimals для популяризації гуманістичних цінностей та захисту тварин від жорстокості.

## Скандали
Неабиякого розголосу набула історія з телефонним інтим-листуванням депутатки під час роботи парламенту, котре підгледіли журналісти. Тоді ж з'ясувалось, що Криворучкіна є кумою іншого члена фракції «Слуга народу» Юрія Корявченкова.